# 姚珽
姚珽（641年—714年），字令璋，唐朝京兆府万年县（今陕西省西安市）人，出自吴兴姚氏，散骑常侍姚思廉的孙子，姚璹之弟。
姚珽笃学有志，以勤苦自立。武则天时，举明经第。历任定州、汴州、沧州、虢州、豳州等五州刺史，加银青光禄大夫，转秦州刺史。有政绩，皇帝下玺书褒美，赐绢百匹。神龙元年（705年），封宣城郡公，升太子詹事兼左庶子。当时太子李重俊举事不法，姚珽前后四次上书进谏。劝说太子亲近正人，崇尚节俭，严明宫禁，修习经史等。太子虽对他称道有加，但是不能采用其言。李重俊兵变失败，东宫属臣全都得罪，搜索宫中，得姚珽谏书，唐中宗感叹。将姚珽擢升为右散骑常侍，一年后，转任秘书监。唐睿宗即位，授姚珽为户部尚书，转太子宾客。先天二年（713年），加金紫光禄大夫，再拜户部尚书。姚珽与兄弟姚璹，数年间都担任定州刺史、户部尚书，时人以其为荣。开元二年（714年）姚珽去世，年七十四岁。姚珽以曾祖姚察所撰《汉书训纂》，而后来注《汉书》之人，多隐去出处，窃取其义为己说，姚珽著《汉书绍训》四十卷，以发明旧义。已佚，《全唐文》存文四篇。

## 延伸阅读
[在维基数据编辑]
 《新唐書·卷102》，出自《新唐書》